# Edition Sigma
edition sigma war ein akademischer Fachbuchverlag mit Sitz in Berlin. Das „sigma“ im Namen – der griechische Buchstabe „S“ – verweist auf den fachlichen Schwerpunkt des Verlags, nämlich die Sozialwissenschaften.
edition sigma wurde 1984 von Rainer Bohn mit dem Anspruch gegründet, Fachbücher auf hohem wissenschaftlichem Niveau zu moderaten Preisen anzubieten. Alle Manuskripte durchlaufen vor der Veröffentlichung einen Begutachtungsprozess (peer review). Seit 2015 ist edition sigma ein Imprint des Nomos Verlags, Baden-Baden.
Im Verlagsprogramm sind gegenwärtig mehr als 500 Titel lieferbar, vornehmlich aus den Fachgebieten Soziologie, Politik- und Verwaltungswissenschaft. Die Zahl der Neuerscheinungen liegt bei etwa 30 pro Jahr.  Viele Publikationen erscheinen in Schriftenreihen, die in Zusammenarbeiten mit namhaften wissenschaftlichen Einrichtungen herausgegeben werden, darunter das Wissenschaftszentrum Berlin für Sozialforschung, die Hans-Böckler-Stiftung und das
Büro für Technikfolgen-Abschätzung beim Deutschen Bundestag.

## Weblink
- Homepage des Verlags